# 粘液停滞嚢胞
粘液停滞嚢胞（ねんえきていたいのうほう）とは、主に小唾液腺の導管損傷により周囲結合組織に唾液成分が流出することによって生じる嚢胞様構造（偽嚢胞）で内面に裏装上皮は見られない。粘膜嚢胞と呼ばれることもある。また、口底に発生した大型のものをガマ腫という。さらに、導管の閉塞などで生じる拡張した導管の一部が嚢胞様に変化したものを停滞型粘液嚢胞という。
組織学的には、上皮裏装を欠いた肉芽組織からなる種々の厚さの壁を有する嚢胞様構造が見られ内部には組織球や炎症性細胞と共に唾液成分が認められる。周囲には拡張した導管や間質に軽度の炎症性細胞浸潤をみる唾液腺組織が見られる。

## 治療

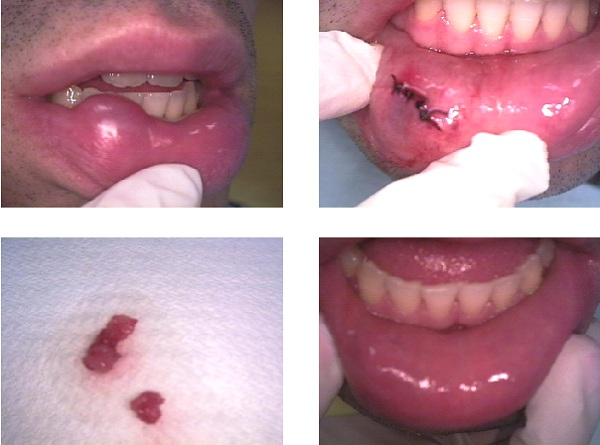
外科手術による除去

外科手術により除去する。手術では、嚢胞および、原因となっている唾液腺を摘出する。